# Žablji ljiljan
Žablji ljiljan (lat. Tricyrtis), rod trajnica iz porodice ljiljanovki (Liliaceae). Domobvina ovog roda je Azija, i to od Himalaja preko Kine do Japana, Filipina i Tajvana.
Priznato je 20 vrsta, od kojih se nekoliko uzgaja kao ukrasno bilje po drugim dijelovima svijeta.

## Vrste
1. Tricyrtis affinis Makino
2. Tricyrtis chinensis Hir.Takah.bis
3. Tricyrtis dilatata Nakai
4. Tricyrtis flava Maxim.
5. Tricyrtis formosana Baker
6. Tricyrtis hirta (Thunb.) Hook.
7. Tricyrtis imeldae Guthnick
8. Tricyrtis ishiiana (Kitag. & T.Koyama) Ohwi & Okuyama
9. Tricyrtis lasiocarpa Matsum.
10. Tricyrtis latifolia Maxim.
11. Tricyrtis macrantha Maxim.
12. Tricyrtis macranthopsis Masam.
13. Tricyrtis macropoda Miq.
14. Tricyrtis maculata (D.Don) J.F.Macbr.
15. Tricyrtis nana Yatabe
16. Tricyrtis ohsumiensis Masam.
17. Tricyrtis perfoliata Masam.
18. Tricyrtis puberula Nakai & Kitag.
19. Tricyrtis setouchiensis Hir.Takah.
20. Tricyrtis suzukii Masam.
21. Tricyrtis xianjuensis G.Y.Li, Z.H.Chen & D.D.Ma